# أوجين بريفوست
أوجين بريفوست هو نجار كندي، ولد في 1898 في Sainte-Claire ‏ في كندا، وتوفي بنفس المكان في 2 فبراير 1965.